# São Francisco
São Francisco (portugalsky Rio São Francisco) je řeka v Brazílii, která teče na Brazilské vysočině. Protéká nebo tvoří hranici pěti brazilských států (Minas Gerais, Bahia, Pernambuco, Alagoas, Sergipe). Je 2800 km dlouhá. Povodí má rozlohu 600 000 km².

## Průběh toku
Pramení v pohoří Serra da Canastra a na horním toku má horský charakter. Níže teče širokou dolinou tektonického původu paralelně s pobřežím Atlantského oceánu. Pod městem Cabrobo se řeka prudce stáčí na východojihovýchod a protíná pobřežní výběžek pohoří k Atlantskému oceánu. Vytváří zde peřeje a vodopády Paulo Afonso. Je splavná v období dešťů od místa soutoku s řekou Velhas u města Pirapoga do města Juazeiro a od vodopádů Paulo Afonso do ústí. Nad městem Pirapoga se nachází obrovská přehradní nádrž Tres Marias s vodní elektrárnou. Na dolním toku nad městem Juazeiro je ještě větší přehrada Sobradinho.
Mezi přítoky patří Abaeté, která se do São Francisca vlévá pod přehradou Três Marias.

## Vodní stav
Průměrný průtok u města Barra je 3000 m³/s. Průtok má prudké výkyvy, protože se převážná část řeky nachází v suché oblasti s prudkými letními dešti.